# Giovanni Leone
Giovanni Leone (Nápoly, 1908. november 3. – Róma, 2001. november 9.) olasz jogtudós, egyetemi tanár, kereszténydemokrata politikus, örökös szenátor, 1955 és 1963 között az olasz Képviselőház elnöke, 1963-ban, illetve 1968-ban rövid ideig Olaszország miniszterelnöke, 1971 és 1978 között köztársasági elnök.

## Élete
Giovanni Leone 1908-ban született Nápolyban, Mauro Leone ügyvéd és Maria Gioffredi fiaként. Középiskolai tanulmányait Pomigliano d’Arco-ban végezte, majd 1924-ben a nápolyi egyetem joghallgatója lett, ahol 1929-ben szerzett jogi doktorátust, emellett szociológiát és politológiát is hallgatott. Hallgatóként az Actio Catholica tagja lett. Enrico De Nicola későbbi államfő ügyvédi irodájában kezdett dolgozni, emellett pedig a Camerinói Egyetemen tanított büntető eljárásjogot. Az 1930-as években ismert jogtudóssá vált, tanított a Messinai, a Bari és a Nápolyi Egyetemen is. A második világháború idején alezredesi rangban a nápolyi katonai bíróság bírája volt, 1943-ban a német megszállás idején számos politikai foglyot és dezertőrt engedett szabadon, hogy elkerüljék a megtorlást.
1943-ban Leone édesapjával együtt az Olasz Kereszténydemokrata Párt alapítói közé tartozott, amelynek 1945-ben nápolyi tartományi titkárává választották. 1946-ban az alkotmányozó nemzetgyűlés képviselőjévé választották, jogászként tagja volt az új köztársasági alkotmányt kidolgozó bizottságnak. 1948-ban a Képviselőház tagjává választották. Képviselői tisztsége mellett is egyetemi tanárként dolgozott, elsősorban jogtudósként tekintett magára, ezért nem vállalt politikai tisztségeket, bár hamar pártja konzervatív szárnyának meghatározó alakja lett. 1950-ben mégis elfogadta a Képviselőház alelnöki tisztségét, majd 1955-ben házelnökké választották, amely posztot 1963-ig töltött be. Pártatlansága miatt politikai ellenfelei is tisztelték, népszerű és tekintélyes politikusnak számított.
Az 1963-as választásokat megnyerő kereszténydemokraták Leonét jelölték miniszterelnöknek, aki egypárti kabinetet alakított, amelyet a nagyobb parlamenti pártok kívülről támogattak. Átmeneti kormánya 1963 júniusa és decembere között volt hivatalban, majd miután pártja megegyezett az Olasz Szocialista Párttal, lemondott a miniszterelnökségről Aldo Moro javára. 1964-ben pártja jelöltjeként indult az elnökválasztáson, de nem választották meg. 1967-ben örökös szenátornak nevezték ki. Szinte napra pontosan öt évvel első kormánya megalakulása után Leone ismét egy átmeneti, egypárti kormány miniszterelnöke lett, amelyet a parlamenti erők kívülről támogattak. Másodszor is hat hónapig volt hivatalban, 1968 júniusa és decembere között töltötte be a kormányfői tisztséget.
1971-ben Leone ismét pártja elnökjelöltje lett, Aldo Morót megelőzve. Az olasz köztársaság történetének leghosszabb elnökválasztási procedúrája végén, huszonhárom forduló után, szűk többséggel választották köztársasági elnökké. Hivatali ideje alatt történt Aldo Moro volt miniszterelnöknek a Vörös Brigádok terrorszervezet általi elrablása, akit a terroristák fogolycserével hajlandóak lettek volna szabadon engedni. Leone támogatta a tárgyalást és a fogolycserét is, de Giulio Andreotti miniszterelnök ellenezte azt, Morót így végül elrablói meggyilkolták.
Leone államfőként nem töltötte ki hétéves megbízatását, hat hónappal mandátumának lejárta előtt, 1978 júniusában lemondott, mivel egy korrupciós ügyben neve többször felmerült. A Lockheed repülőgépgyártó vállalat körüli megvesztegetési botrány kapcsán Leonét és családját is megvádolták az ügyben való érdekeltséggel, ezért bár a támadásokat becsületsértésnek nevezte, lemondását az olasz demokrácia stabilitásának érdekében elkerülhetetlen lépésként értékelte. A korrupciós vádakat soha nem sikerült bizonyítani. Leone elnöksége után élete végéig szenátorként aktívan politizált.
Felesége 1946-tól Vittoria Michitto volt, négy gyermekük született. Leone 2001-ben, hat nappal 93. születésnapja után hunyt el római otthonában. Halála után, 2006-ban Giorgio Napolitano elnök a Leonét érintő korrupciós vádakat hamisnak nyilvánította, és őt magát pedig teljesen rehabilitálták.

## Fordítás
Ez a szócikk részben vagy egészben  a   Giovanni Leone című angol Wikipédia-szócikk ezen változatának fordításán alapul.  Az eredeti cikk szerkesztőit annak laptörténete sorolja fel. Ez a jelzés csupán a megfogalmazás eredetét és a szerzői jogokat jelzi, nem szolgál a cikkben szereplő információk forrásmegjelöléseként.
| Elődje: Giuseppe Saragat | Az Olasz Köztársaság elnöke 1971. december 29. – 1978. június 15. | Utódja: Sandro Pertini |